# Markova: ragazzo di piacere
Markova: ragazzo di piacere (Markova: Comfort Gay) è un film del 2001 diretto da Gil M. Portes.
La pellicola, a tematica LGBT, è basata in parte sulla storia di Walterina Markova, un "comfort gay" filippino ai tempi della seconda guerra mondiale. Prima della sua testimonianza non era noto che anche alcuni uomini erano stati trattati come schiavi del sesso dall'esercito imperiale giapponese. Il personaggio di Markova è interpretato, in tre differenti fasi della sua vita, da Dolphy e dai figli Epy ed Eric Quizon.

## Trama
Dopo aver guardato un documentario sulle donne del comfort nel corso dell'occupazione giapponese delle Filippine, Markova decide di raccontare la sua storia ad una giornalista. Fin da giovane è costretto a subire ogni tipo di violenza da parte del fratello maggiore abusivo e la morte di quest'ultimo pare dargli libertà. Assieme ai suoi amici omosessuali, tuttavia, si ritrova costretto alla prostituzione forzata per mano dell'esercito giapponese che occupa il territorio delle Filippine. Dopo un travagliato periodo riesce a fuggire, ma anche dopo il conflitto mondiale le sue sofferenze paiono non aver fine.